# جيمس بلانت
جيمس بلانت (بالإنجليزية: James Blunt)‏، هو مغني بوب بريطاني، ولد في 22 فبراير 1974 في ويلتشير، فائز بجائزتين بريت، ومرشح لخمس جوائز غرامي في 2006. اشتهر عام 2005 من خلال أغنيته «أنت جميلة»، التي احتلت المرتبة الأولى في سباق الأغاني في الولايات المتحدة الأمريكية، وكان آخر مغني بريطاني احتل المرتبة الأولى في الولايات المتحدة هو إلتون جون عام 1997 من خلال أغنيته "Candle in the Wind".

كانت له تجربة في الجيش البريطاني لكنه تخلى عليه في 2002 بسبب رفضه لأوامر كانت موجهة له من طرف الجنرال«ويزلي كلارك»

## روابط خارجية
- جيمس بلانت على موقع IMDb (الإنجليزية)
- جيمس بلانت على موقع ميوزك برينز (الإنجليزية)
- جيمس بلانت على موقع رولينغ ستون (الإنجليزية)
- جيمس بلانت على موقع إن إن دي بي (الإنجليزية)
- جيمس بلانت على موقع أول ميوزيك (الإنجليزية)
- جيمس بلانت على موقع ديسكوغز (الإنجليزية)